# Конкарно
Конкарно (фр. Concarneau) је насељено место у Француској у региону Бретања, у департману Финистер.
По подацима из 2011. године у општини је живело 18.826 становника, а густина насељености је износила 458,28 становника/km².

## Демографија
| 1962.  | 1968.  | 1975.  | 1982.  | 1990.  | 2011.  |
| ------ | ------ | ------ | ------ | ------ | ------ |
| 15.907 | 17.801 | 18.759 | 17.984 | 18.630 | 18.826 |